# Swartziska Friskolan
Swartziska Friskolan var en privat skola i Norrköping mellan 1772 och 1940.

## Historik
Swartziska Friskolan grundades av snusfabrikören Petter Swartz och hans hustru Brita Ryy. Dessa var herrnhutare och ansåg att det var illa ställt med fattiga barns skolutbildning i staden. Med hjälp av den egna förmögenheten kunde paret 1772 starta en privatskola för fattiga pojkar och flickor. Domkapitlet försökte stoppa planerna eftersom man befarade att kristendomsundervisningen skulle skilja sig från den gängse lutherska läran, men då hade Swartz redan fått tillstånd av Gustav III. 
Skolbyggnaden låg i hörnet Prästgatan och Olai kyrkogata. Skolan hade plats för två klasser med sammanlagt 50 barn. Skolhuset förstördes vid stadsbranden 1822, men byggdes upp igen två år senare. Läraren tillsattes av släkten Swartz huvudman.  Swartziska friskolan inlemmades i folkskolan på 1880-talet som högre folkskola med inriktning på yrkesutbildning. Ynglingar fick utbildning i hantverks- och merkantila ämnen fram till slutet av 1930-talet.
Skolan lades ned 1940.

## Lärare och predikant
Läraren undervisade på skolan och skulle förutom det även hålla i en gudstjänst varje helgdag på övervåningen i skolhusets kyrksal.
| Ämbetstid | Namn                 | Levnadstid | Övrigt                                    |
| --------- | -------------------- | ---------- | ----------------------------------------- |
| 1772–1774 | Arvid Rydelius       | 1741–1774  |                                           |
| 1774–1782 | Jacob Brandström     | 1748–1782  |                                           |
| 1782–1789 | Carl Bergvall        | 1753–1816  | Senare kyrkoherde i Skeppsås församling.  |
| 1789–1832 | Olof Jonas Sundelin  | 1757–1841  |                                           |
| 1832–     | Johan Magnus Lindbom | 1798–1862  | Senare kyrkoherde i Styrstads församling. |
| 1844–     | Johan Olof Hagelin   |            | Senare rektor vid Eksjö trivialskola.     |
| 1851–1871 | Johan Gustaf Gehlin  | 1825–1871  |                                           |
| 1872–1879 | Per Andreas Berggren | 1844–1906  | Senare kyrkoherde.                        |